# Verteilter Cache
Verteilter Cache bezeichnet im Computing eine Erweiterung vom traditionellen Konzept eines Caches der normalerweise in einer einzigen Locale genutzt wird. Ein verteilter Cache kann sich über mehrere Server spannen, um an Größe und Transaktionskapazität zu wachsen. Verteilter Cache wird hauptsächlich zum Ablegen von Applikationsdaten von Datenbanken und Web-Sitzungsdaten verwendet. Die Idee vom verteilten Caching wurde realisierbar, seit RAM günstiger und Netzwerkkarten sehr viel schneller wurden – 1 Gbit ist heutzutage Standard vielerorts und 10 Gbit bereits auf dem Vormarsch.
Verteilter Cache funktioniert auch gut auf kostengünstigen Geräten z. B. bei Webservern, im Gegensatz zu Datenbankservern, diese benötigen preisintensive Hardware.

## Beispiele
- Aerospike
- Couchbase
- Ehcache
- GigaSpaces
- GridGain Systems
- Hazelcast
- Infinispan
- Memcached
- NCache
- Oracle Coherence
- Riak
- Redis
- SafePeak
- Tarantool
- Velocity/AppFabric